# Monadicus amriki
Monadicus amriki là một loài bọ cánh cứng trong họ Elateridae. Loài này được Garg, Vasu & Vats miêu tả khoa học năm 1995.